# Baró de Breteuil
Louis Charles Auguste le Tonnelier, baró de Breteuil, baró de Preuilly (1730 - 1807) va ser un diplomàtic i noble francès. Fou el darrer primer Ministre de la Casa dels Borbons de França, nomenat pel rei Lluís XVI de França només poques hores abans de la Presa de la Bastilla.
Una correspondència secreta entre Lluís XVI i Maria Antonieta, descoberta recentment en un castell d'Àustria per l'historiador britànic Munro Price, ha il·lustrat aquest període històric, .i les conclusions es presenten en l'obra The Fall of the French Monarchy: Louis XVI, Marie-Antoinette and the baron de Breteuil (de vegades titulat The Road from Versailles).
El Pavelló de Breteuil, a Sèvres, França, seu de l'International Bureau of Weights and Measures, es diu així en honor del baró.